# Renato Lombardo
 (mai 2025).
Renato Lombardo est un footballeur Italien, né le 30 mai 1908 à Milan et mort à une date inconnue. Il évoluait au poste de gardien de but.

## Biographie
Renato Guglielmo Lombardo a commencé sa carrière a l'ASD Ventimiglia Calcio  puis il a évolue en Série A avec l'AC Milan,.